# Itoplectis naranyae
Itoplectis naranyae är en stekelart som först beskrevs av William Harris Ashmead 1906.  Itoplectis naranyae ingår i släktet Itoplectis och familjen brokparasitsteklar. Inga underarter finns listade i Catalogue of Life.